# Félix Poulin
Félix Poulin est un joueur français de tennis, originaire de Lyon, finaliste du tournoi de Monte-Carlo en 1913,.

## Carrière
Il  a joué entre 1905 et 1926.
Championnat de France de tennis, (1914, 1922, 1923 1er tour) (1924 2e tour) ; Internationaux de France de tennis 1926 (3e tour - 1/16 de finale perd contre Nicolae Misu) 
Championnat du monde sur terre battue, demi finale 1914 bat en demi Maurice Germot (5-7, 6-3, 2-6, 6-0, 3-0 abandon) puis perd en finale contre Ludwig Salm-Hoogstraeten.
Championnat de France de tennis en salle en 1905 et 1910, 1er tour à chaque fois.

## Palmarès

### Titres en simples
- 1912 :  Barcelone, bat Oscar Warburg (3-6, 6-2, 6-4)
- 1913 :  Aix-les-Bains, bat P. Wallet (5-7, 6-1, 6-2, 5-7, 7-5)[3]

### Finale en simple
- 1910 :  Caux, perd contre Robert Spies (6-4, 3-6, 6-2, 8-6)
- 1910 :  Genève, perd contre Dick Williams (6-4, 6-3, 6-0)
- 1911 :  Coupe Georges Cozon, Lyon, perd contre Anthony Wilding (6-0, 6-1, 6-0)
- 1913 :  Tournoi de Monte-Carlo, perd contre Anthony Wilding (6-0, 6-2, 6-1)
- 1913 :  Marseille, perd contre Georges Gault par forfait
- 1914 :  Nice, perd contre Anthony Wilding (10-8, 6-2, 6-4)
- 1921 :  Championnat de la Cote d'Azur, Cannes, perd contre Mino Balbi de Robecco (6-2, 9-11, 6-3, 6-1)